# Mathias Tretter

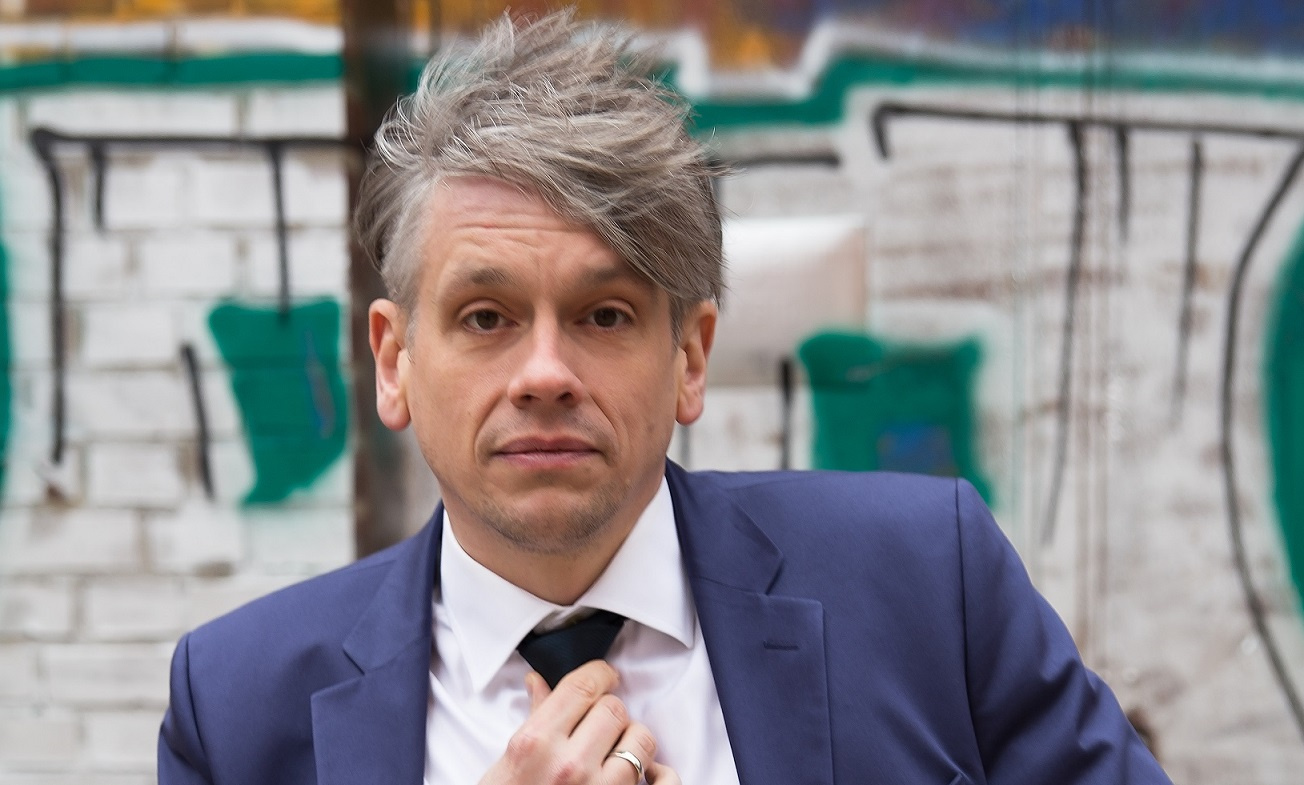
Mathias Tretter (2015)

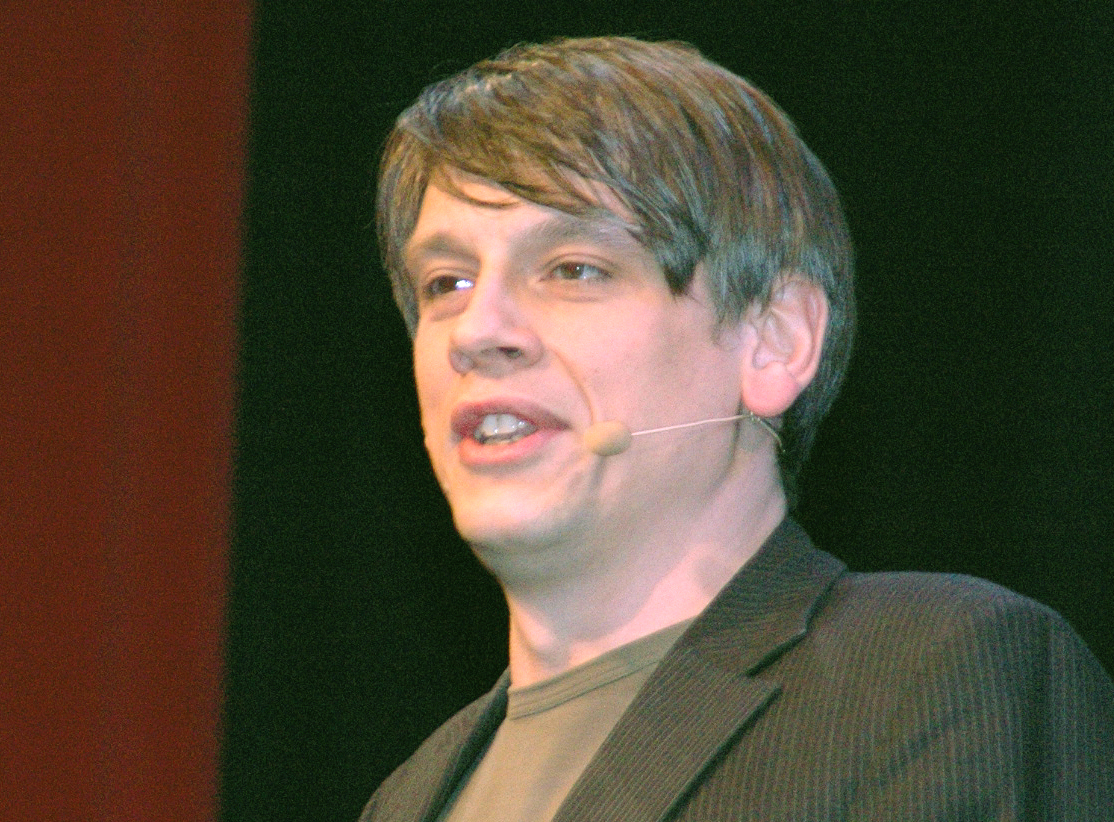
Mathias Tretter (2008)

Mathias Tretter (* 19. Mai 1972 in Würzburg) ist ein deutscher Kabarettist und Autor.

## Leben
Nach dem Abitur studierte Mathias Tretter Anglistik und Germanistik in Würzburg, Edinburgh und Heidelberg. In der Pflegebrigade des Arbeiter-Samariter-Bundes (15 Monate Zivildienst) entstanden erste kabarettistische Texte. Während des Studiums folgten erste Auftritte bei der Würzburger Comedy-Lounge im Theater Chambinzky.
Seit dem Abschluss seines Germanistik-Studiums widmet sich Tretter ganz dem Kabarett. Zwischendurch gab er an der Dolmetscherschule in Würzburg Abendkurse, war Mitherausgeber des Literaturmagazins ~FISCH und arbeitete als freier Literaturkritiker (u. a. für die Schweizer SonntagsZeitung und das Titel – Magazin für Literatur und mehr, Karlsruhe). In der Würzburger Kneipe „standard“ war er Veranstalter und Moderator von Poetry-Slams und Hörspiel-Abenden. Seit Mai 2008 ist er Mitherausgeber von Titel-Kulturmagazin. Neben der Solo-Karriere war er von 2004 bis 2014 auch Teil des Ersten Deutschen Zwangsensembles. Das Trio bestand aus Tretter und seinen Kollegen Claus von Wagner und Philipp Weber. Von Februar bis März 2016 übernahm Mathias Tretter die Moderation der Fernsehsendung Vereinsheim Schwabing von Hannes Ringlstetter.
Mathias Tretter lebt seit 2007 mit seiner Frau und seinen Kindern in Leipzig.

## Kabarettprogramme
- 2003 debütierte Mathias Tretter mit dem Bühnenprogramm Die Brille zur Macht. Als „Lorenz Lauer“, der wegen seiner Renitenz gegen das Gesellschaftssystem und die Massenkultur, und wegen eines Anschlags auf André Rieu, seinen Dienst als Gefängnisbibliothekar versieht, lässt er sich an allem aus, was Politik und verwandte Themen hergeben.
- Parallel zum Soloprogramm blickt Mathias Tretter mit seinen aktuellen satirischen Jahresrückblicken NachgeTRETTERt! jeweils auf das politische und gesellschaftliche Geschehen des vergangenen Jahres zurück.
- 2004 entstand das Ensembleprogramm Mach 3! des Ersten Deutschen Zwangsensembles.
- Am 1. Februar 2006 feierte sein zweites Soloprogramm Deutschland. Ein Gummibärchen im Würzburger Bockshorn-Theater Premiere.
- Im Oktober 2008 präsentierte Mathias Tretter sein drittes Kabarettsolo Staatsfeind Nr. 11.
- Von 2009 bis 2014 Die letzte Tour – Programm des Ersten Deutschen Zwangsensembles.
- Seit 2010 spielte er gemeinsam mit  Sven Kemmler das Programm Schottenabend – Zwei Stunden mit nix drunter.
- Im Oktober 2011 brachte der Kabarettist sein viertes Soloprogramm Mathias Tretter möchte nicht dein Freund sein auf die Bühne. Premiere wurde im Bockshorn-Theater in Würzburg gefeiert.
- Ab Herbst 2014 trat der Künstler mit seinem Soloprogramm Selfie auf. Die Premiere fand im Bockshorn-Theater in Würzburg statt.
- Im April 2015 Premiere mit dem englischsprachigen Programm "Not with a bang but a whimper"
- Seit Sommer 2017 spielte er sein Solo-Programm POP
- Im März 2025 zeichnete der WDR sein neues Solo-Programm Souverän im Haus der Springmaus in Bonn auf.[3]

## Diskografie
- 2007: Deutschland. Ein Gummibärchen (CD, WortArt), ISBN 978-3-86604-719-8
- 2009: Staatsfeind Nr.11 (CD, EinLächeln), ISBN 978-3-93862-579-8
- 2010: Mach 3! – Erstes Deutsches Zwangsensemble (DVD, EinLächeln), ISBN 978-3-938625-80-4
- 2011: Die letzte Tour – Erstes Deutsches Zwangsensemble (DVD, Wortart), ISBN 978-3-941082-43-4
- 2012: ... möchte nicht dein Freund sein (2 CD, conanima), ISBN 978-3-931265-97-7
- 2015: Selfie (2 CD, conanima), ISBN 978-3-94430412-0

## Auszeichnungen
- 2003: Schweiger Kleinkunstpreis
- 2003: Münchner Kabarett Kaktus
- 2004: Thurn- und Taxis Kabarettpreis
- 2004: Rottweiler Kabarettpreis
- 2005: Stuttgarter Besen in Silber
- 2005: Passauer Scharfrichterbeil – 2. Platz
- 2006: Das große Kleinkunstfestival – Jury-Preis
- 2006: Mindener Stichling – Sonderpreis mit dem Ersten Deutschen Zwangsensemble
- 2007: Salzburger Stier – Deutscher Preisträger mit dem Ersten Deutschen Zwangsensemble
- 2008: Bayerischer Kabarettpreis in der Sparte Senkrechtstarter
- 2008: Lachmesse-Preis Leipziger Löwenzahn mit dem Ersten Deutschen Zwangsensemble
- 2009: Deutscher Kabarettpreis in der Sparte Förderpreis[4]
- 2010: Deutscher Kleinkunstpreis in der Sparte Kabarett mit dem Ersten Deutschen Zwangsensemble
- 2015: Gaul von Niedersachsen
- 2015: Lachmesse-Preis Leipziger Löwenzahn für das Solo-Programm "Selfie"
- 2017: Memminger Maul für sein Solo-Programm "Selfie"
- 2017: Deutscher Kabarettpreis
- 2018: Wilhelmshavener Knurrhahn[5]
- 2023: Salzburger Stier[6]

## Fernsehen & Radio
- Satire Gipfel
- Scheibenwischer
- Mitternachtsspitzen
- SWR Spätschicht – Die Comedy Bühne
- Des Wahnsinns kesse Leute mit Dieter Hallervorden
- Ottis Schlachthof
- Ultimo – satirischer Monatsrückblick auf n-tv
- Auffahrt Nockherberg mit Bruno Jonas
- Satirischer Wochenrückblick in der Sendung Kulturfrühstück auf hr2-kultur (bis Ende 2009)
- Politikum – Radio-Kolumne auf WDR 5
- 3sat-Festival
- Pufpaffs Happy Hour
- Altinger mittendrin
- Alfons und Gäste
- BR2- Radiospitzen
- BR2 – Zugespitzt (Monatsrückblick)
- Deutschlandfunk – Querköpfe
- MDR Figaro Radiocafé
- RBB – Kleinkunstfestival
- SR – Gesellschaftsabend
- SWR2 – Studio-Brettl
- WDR – Brettlspitzen
- WDR – Fritz & Hermann
- WDR – Hart an der Grenze
- Hörspiel „Meine DDR. Erinnerungen aus der westdeutschen Provinz“ in hr2 bzw. WDR5
- ZDF – Die Anstalt
- Vereinsheim Schwabing, Moderation